# Area rigorosamente protetta del Grande Gobi B
L'area rigorosamente protetta del Grande Gobi B è una riserva naturale del deserto del Gobi, situata nella parte sud-occidentale della Mongolia, presso il confine con la Cina. Sempre nel Gobi, più ad ovest, si trova una riserva simile - l'area rigorosamente protetta del Grande Gobi A.

## Geografia
La riserva venne istituita nel 1975 e dichiarata riserva della biosfera nel 1991. Comprende circa 9000 km² di steppa desertica, aride montagne, deserti e semi-deserti. Le temperature possono scendere a -40 °C in inverno e salire fino a 40 °C in estate. In media la neve ricopre la zona per 97 giorni all'anno. Il rilievo è costituito da montagne non troppo elevate ad est e da colline ondulate ad ovest. Le aree più basse sono situate a circa 1000 m di altitudine, mentre il punto più alto, presso il confine con la Cina, si spinge fino a circa 2840 m.

## Fauna
Il cavallo di Przewalski, in passato quasi completamente scomparso allo stato selvatico, è stato reintrodotto con successo nella riserva. Altri grandi ungulati presenti nella riserva sono la gazzella gozzuta e l'asino selvatico della Mongolia. Lo stambecco siberiano è comune sulle montagne, mentre gli argali stanno divenendo sempre più rari. Il principale predatore della riserva è il lupo. Leopardi delle nevi e linci euroasiatiche sono rari. Tra i carnivori più piccoli ricordiamo la volpe rossa, la volpe corsac, il gatto selvatico e il gatto di Pallas.
Nella riserva vivono circa 110 famiglie con i loro quasi 60.000 capi di bestiame.